# Пахутинецька сільська рада
Пахутине́цька сільська́ ра́да — адміністративно-територіальна одиниця та орган місцевого самоврядування в Волочиському районі Хмельницької області. Адміністративний центр — село Пахутинці.

## Загальні відомості
- Територія ради: 32,732 км²
- Населення ради: 705 осіб (станом на 2001 рік)
- Територією ради протікає Південний Буг

## Населені пункти
Сільській раді підпорядковані населені пункти:
- с. Пахутинці
- с. Березина
- с. Копачівка Друга

## Склад ради
Рада складається з 12 депутатів та голови.
- Голова ради: Поліщук Володимир Ананійович
- Секретар ради: Волчинська Ганна Дем'янівна

### Керівний склад попередніх скликань
| Прізвище, ім'я, по батькові   | Основні відомості                                                                                  | Дата обрання | Дата звільнення |
| ----------------------------- | -------------------------------------------------------------------------------------------------- | ------------ | --------------- |
| Ільчук Володимир Анатолійович | Сільський голова, 1961 року народження, член Народної партії                                       | 26.03.2006   | 31.10.2010      |
| Поліщук Володимир Ананійович  | Сільський голова, 1954 року народження, освіта вища, член Всеукраїнського об'єднання «Батьківщина» | 31.10.2010   |                 |

Примітка: таблиця складена за даними сайту Верховної Ради України

### Депутати
За результатами місцевих виборів 2010 року депутатами ради стали:

#### За суб'єктами висування
| Суб'єкт висування                 | Кількість обраних депутатів | %    |
| --------------------------------- | --------------------------- | ---- |
| Самовисування                     | 7                           | 58,3 |
| Політична партія «Сильна Україна» | 5                           | 41,7 |

#### За округами
| № округу                          | Прізвище, ім'я, по батькові        | Дата визнання обраним | Освіта             | Партійна приналежність                        | Відомості про обраного депутата                       |
| --------------------------------- | ---------------------------------- | --------------------- | ------------------ | --------------------------------------------- | ----------------------------------------------------- |
| Політична партія «Сильна Україна» |                                    |                       |                    |                                               |                                                       |
| 2                                 | Атаманчук Альона Степанівна        | 05.11.2010            | середня            | член Політичної партії «Сильна Україна»       | Бібліотека с. Пахутинці, бібліотекар                  |
| 4                                 | Барабаш Іван Миколайович           | 05.11.2010            | середня            | член Політичної партії «Сильна Україна»       | тимчасово не працює                                   |
| 6                                 | Горбатюк Олег Миколайович          | 05.11.2010            | середня            | член Політичної партії «Сильна Україна»       | тимчасово не працює                                   |
| 8                                 | Дзюмак Євгенія Євгеніївна          | 05.11.2010            | вища               | член Політичної партії «Сильна Україна»       | КП «Наркевицьке», продавець                           |
| 12                                | Костюк Іван Дем'янович             | 05.11.2010            | середня            | член Політичної партії «Сильна Україна»       | тимчасово не працює                                   |
| Самовисування                     |                                    |                       |                    |                                               |                                                       |
| 1                                 | Борщевський Анатолій Олександрович | 05.11.2010            | середня            | позапартійний                                 | тимчасово не працює                                   |
| 3                                 | Панчук Галина Степанівна           | 05.11.2010            | середня            | член Всеукраїнського об'єднання «Батьківщина» | тимчасово не працює                                   |
| 5                                 | Пира Яніна Феліксівна              | 05.11.2010            | середня спеціальна | позапартійна                                  | фельдшерсько-акушерський пункт с. Пахутинці, фельдшер |
| 7                                 | Волчинська Ганна Дем'янівна        | 05.11.2010            | середня            | член Партії регіонів                          | Пахутинецька сільська рада, секретар                  |
| 9                                 | Дзюмак Людмила Андріївна           | 05.11.2010            | середня спеціальна | член Народної партії                          | Пахутинецька сільська рада, бухгалтер                 |
| 10                                | Візовський Володимир Антонович     | 05.11.2010            | середня            | позапартійний                                 | ТОВ «Стіомі Холдінг», токар                           |
| 11                                | Яхновський Олександр Харитонович   | 05.11.2010            | середня            | позапартійний                                 | пенсіонер                                             |